# Iwnia
Iwnia – osiedle typu miejskiego w Rosji, w obwodzie biełgorodzkim. W 2010 roku liczyło 7933 mieszkańców.